# 가와노 가쓰토시
가와노 가쓰토시(河野克俊. 1954년 11월 28일~)는 일본의 해상자위관이다.

## 생애
아버지는 해군기관학교를 40기로 졸업하여 해군 기관과 장교로 복무했던 가와노 가쓰지다. 가쓰지는 일본 제국 해군 중좌일 때 패전을 맞이했으며 이후 공직 추방을 당하지 않은 채 해상경비대에서 근무하다가 해상자위관이 되어 제2술과학교장을 끝으로 퇴관했다. 가쓰토시가 해상자위관이 된 건 이러한 가쓰지의 영향이 컸다.
가쓰토시는 가쓰지가 하코다테기지함대 사령으로 근무할 때 3형제 중 막내로 태어났다. 가쓰지는 퇴관 후 오사카부 이바라키시로 이사를 갔고 가쓰토시는 오사카부립 가스가오카 고등학교 3학일 때 방위 대학교 입시를 치렀지만 불합격했다. 이후 재시를 준비했지만 다음 해 4월 추가합격 통보를 받아 방대에 진학할 수 있었다.
동기생들보다 한 발 늦게 방위대에 진학했기에 적응이 어려웠고 가쓰토시는 4학년들로부터 자주 생활지도를 받았다. 그럴수록 가쓰토시는 열심히 단련하고 공부에 매진하여 1977년 기계공학과를 수석으로 졸업했으며 해상자위대에 입대한 후 해상자위대 간부후보생학교도 수석으로 졸업했다.
1980년대 말에는 쓰쿠바 대학 대학원에서 국제관계학 연수를 받았다. 1992년 8월 10일 호위함 오요도 함장이 되었으며 이후 호위대군 사령이 되었을 때 인도양 파견 부대 지휘관으로 참여했다. 해상막료감부에서 방위·작전막료가 되었는데 이지스함과 어선이 충돌하는 사고가 발생하여 문책성 인사로 2008년 3월 소해대군 사령이 되었다.
이후 다시 복권되어 호위함대사령관, 통합막료부장을 거쳐 2011년 8월 5일 자위함대사령관, 2012년 7월 26일 해상막료장, 2014년 10월 14일 통합막료장이 되었다. 인도양 파견 경험을 바탕으로 미군과의 커넥션을 구축하는 데 공헌했다. 내각총리대신 아베 신조와 아베 내각의 방위대신으로부터 깊은 신뢰를 받아 「자위대법 시행령」이 규정한 정년 62세를 넘기고도 세 차례 정년이 연장돼 역대 두 번째로 오랜 기간 통합막료장을 지냈다.
2019년 4월 1일 퇴관한 뒤 닛폰 TV 방송망 객원해설위원이 되었다.

## 경력
- 1977년 3월: 해상자위대 입대.
- 1988년 1월: 3등해좌로 승진.
- 1991년 7월: 2등해좌로 승진.
- 1992년 8월 10일: 호위함 오요도 함장.
- 1996년 1월 1일: 1등해좌로 승진.
- 1997년 8월 1일: 제1호위대군사령부 막료.
- 1998년 12월 8일: 해상막료감부 방위부 방위과 방위조정관.
- 1999년 12월 10일: 제3호위대 사령.
- 2000년 6월 30일: 해상막료감부 방위부 방위과장.
- 2002년 8월 1일: 해장보로 승진.
- 2002년 12월 2일: 제3호위대군 사령.
- 2004년 3월 29일: 사세보지방대총감부 막료장.
- 2005년 7월 28일: 해상막료감부 감리부장.
- 2006년 8월 4일: 해상막료감부 방위부장.
- 2008년 3월 24일: 소해대군 사령.
- 2008년 11월 7일: 해장으로 승진. 제33대 호위함대 사령관.
- 2010년 7월 26일: 제5대 통합막료부장.
- 2011년 8월 5일: 제45대 자위함대사령관.
- 2012년 7월 26일: 제31대 해상막료장.
- 2014년 10월 124일: 제5대 통합막료장.
- 2019년 4월 1일: 퇴관.
- 2019년 4월 25일: 방위성 고문.

## 서훈
- 2012년 7월 16일: 리전 오브 메리트.
- 2013년 2월 26일: Order of King Abdulaziz.
- 2019년 3월 21일: 리전 오브 메리트.

| 전임 스기모토 마사히코 | 제31대 해상막료장 2012년 7월 26일~2014년 10월 13일 | 후임 다케이 도모히사 |

| 전임 이와사키 시게루 | 제5대 통합막료장 2014년 10월 14일~2019년 3월 31일 | 후임 야마자키 고지 |